# Dracut (software)
Dracut es un conjunto de herramientas que proporcionan funcionalidad mejorada para automatizar el proceso de arranque de Linux. La herramienta se utiliza para crear una imagen de arranque de Linux (initramfs) copiando herramientas y archivos de un sistema instalado y combinándolos con el marco Dracut, que generalmente se encuentra en/usr/lib/dracut/modules.d.
A diferencia de las imágenes de arranque de Linux existentes, el marco Dracut intenta introducir la menor lógica codificada posible en initramfs. El initramfs tiene esencialmente un propósito: localizar y montar el sistema de archivos raíz real para que el proceso de arranque pueda realizar la transición a él. Esta funcionalidad depende de la disponibilidad del dispositivo. Por lo tanto, en lugar de tener scripts codificados para determinar la disponibilidad e idoneidad del dispositivo, Dracut depende del administrador de dispositivos Linux (udev) para crear enlaces simbólicos a los nodos del dispositivo. Cuando aparece el nodo de dispositivo del sistema de archivos raíz, Dracut lo monta como el nuevo sistema de archivos raíz. Esto ayuda a minimizar el tiempo requerido en initramfs para que sea posible realizar un arranque rápido.
La mayor parte de la funcionalidad de generación de initramfs en Dracut es proporcionada por módulos generadores que provienen de la herramienta principal para instalar funcionalidades específicas en initramfs. Las mismas se ubican en el subdirectorio de módulos y utilizan la funcionalidad proporcionada por dracut-functions para hacer su trabajo.
Actualmente, dracut admite el arranque desde ext2, ext3, ext4, btrfs, ISO_9660, DM RAID, MD RAID, LVM2, E/S de múltiples rutas del mapeador de dispositivos, dm-crypt, cifs, FCoE, iSCSI, NBD y NFS.

## Adopción
Red Hat es el autor original de dracut. Las distribuciones de Linux derivadas de Red Hat utilizan dracut para la creación de initramfs.
- Fedora Linux desde la versión 12[3]
- Red Hat Enterprise Linux desde la versión 6[4]
- openSUSE desde la versión 13.2, cuando se convirtió en la herramienta de creación de initramfs predeterminada[5]
- SUSE Linux Enterprise Server desde la versión 12
- Void Linux[6]
- OpenMandriva Lx, ya que era Mandriva Linux en 2011[7]
- Mageia desde Mageia 2[8]
- Gentoo para kernels de distribución desde 2020,[9] para kernels personalizados posibles desde 2010[10]
- KaOS
- EndeavourOS
- Azure_Linux

Distribuciones que incluyen dracut, pero no lo usan de forma predeterminada para la creación de initramfs:
- Debian desde la versión 6 (Squeeze)[11]
- Arch Linux en repositorio extra[12]
- Ubuntu desde la versión 18.04[13]
- Alpine Linux en el repositorio comunitario[14]

La mayoría de las otras distribuciones han hecho que dracut esté disponible como un paquete opcional para reemplazar el generador initramfs predeterminado de la distribución.